# فرودگاه نیروی هوایی سلطنتی استرالیا در لیرمونت
فرودگاه نیروی هوایی سلطنتی استرالیا در لیرمونت (به انگلیسی: RAAF Learmonth) (به زبان بومی: Learmonth Airport) یک فرودگاه نظامی و همگانی با کد یاتا LEA است که یک باند فرود آسفالت و بتن دارد و طول باند آن ۳۰۴۷ متر است. این فرودگاه در کشور استرالیا قرار دارد و در ارتفاع ۶ متری از سطح دریا واقع شده است.

## شرکت‌های هواپیمایی و مقصدهای پروازی
| شرکت‌های هواپیمایی                     | مقصدهای پروازی |
| ------------------------------------- | -------------- |
| کانتاس‌لینک اجرا توسط Network Aviation | پرث            |